# Антоније Вучетић
Антоније Вучетић (Антун, Антонио) (Дубровник, 18. децембар 1845 — Дубровник, 16. мај 1931) био је српски историчар и публициста из Дубровника.

## Биографија
Рођен је од мајке Јелене, рођене Стипчић и оца Ђуре, родом из Поповог поља.  Очева породица је била у директном крвном сродству по женској линији са породицом Руђера Бошковића, односно његовим оцем Николом Бошковићем из Поповог поља.
Антоније је рођен као четврто дете. У породици је било деветоро деце, од којих је троје рано умрло.

### Шкоковање
Основну школу и гимназију је завршио у Дубровнику. После школских реформи из 1848. у недостатку професора, школу су преузели италијански исусовци, који су се одупирали свакој владиној наредби и њеном петљању у наставне методе. Предавања су била на италијанском језику.
Школовање је наставио у Бечу, где је у периоду 1863—67 на филозофском факултету студирао историју и географију. У Бечу су у то време студирали и други млади Дубровчани, као што су његов вршњак Луко Зоре са Цавтата, који је студирио славистику. У Бечу се у то време налазио и нешто старији Валтазар Богишић, који је радио као библиотекар Дворске библиотеке. Богишић га је упутио у архивска и библиотечка истраживања, што је утицало на његов даљи темељан научни рад. Беч је у то време био средиште свих Словена у аустријској престоници и значајно је утицао на формирање Вучетићевих словенофилских идеја. Деловао је  у оквиру „Слованске беседе“, као и удружења српске ђачке омладине „Зора“, основаних у Бечу 1863. године.

## Професор
Након дипломирања, најпре је радио као професор суплент у нижој гимназији на Корчули (1867—1868), а затим је у периоду  (1868—1870) предавао у шесторазредној Сплитској реалци. У Сплиту се тада водила борба за увођење народног језика у наставу. Борба је међутим била неуспешна, па се настава и даље одвијала на италијанском језику.
Након полагања државног испита 1871. добио је коначно радно место му је било у Дубровачкој гимназији, где је предавања држао на народном језику, најпре уведен у нижим, а постепено и у вишим разредима. Тај посао је обаваљао највећи део свог радног века, осим с мањим прекидима (1883-1890),  када је био ангажован као просветни надзорник. Предавао је историју и географију и свој посао је обављао врло озбиљно, неретко примајући на себе дужност да замени одсутне наставнике, па је тада држао и часове латинског, грчког и немачког језика.
Дубровачка гимназија је била једна од најутицајнијих институција Дубровника 19. века.  Имао је прилике да утиче и усмерава и најзначајније младе интелектуалце тога доба, међу њима и свог рођака Антуна Фабриса. Вучетићев ученик и штићеник је био и Петар Колендић.
Често је био ангажован и у гимназијској учитељској и ученичкој библиотеци, али и као „чувар” географско-историјске и нумизматичке збирке. Радио је и на уџбеничкој литератури, коју је штампао у гласилу Гимназије, али, касније, и као посебна издања. Написао је на литератури заснован текст „Географско цртање“, који је касније, штампан и као посебна књига. По налогу школских власти је превео уџбеник „Хисторија, географија и статистика Аустроугарске за више разреде средњих школа“, аутора Имануела Ханка, штампаног у Бечу (1901). Његова „Разговорна словница талијанска“ (1880), осим у школи, коришћена је и за практично учење језика. Осим тога, написао је „Педагогичко дидактичке опаске“, у виду напомена, поводом новоосноване народне школе у Захумљу (1878).
Због ширења српске пропаганде је пензионисан 1903. Али је чак и 20. година након пензионисања (1903-1921), у новоформираној држави, Министарство просвете, на челу са Светозаром Прибићевићем га је указом од 7. маја 1921.  рехабилитовало и поново поставило у Дубровнику за гимназијског професора, а повећана су му и месечна примања.
Још када је почео да ради као професор у Дубровнику 1871-72. године је предложио оснивање задужбине која би помагала материјално најугроженијим ђацима. Већ наредне године је основана „Заклада Гундулић” прва школска задужбина за помагање ученика средњих школа у Далмацији, а чији су дародавци
били најугледнији Дубровчани. Годинама је био благајник ове задужбине.
Као школски надзорник котора Сплитског, у периоду 1883–1891. година, у више наврата се бавио просветно-педагошким питањима. Поводом Покрајинскуоучитељске конференције (1888), своје предлоге за реформу школства је изнео у посебној публикацији „Мисли о прегледби науковних основа пучких учиона далматинских“.

## Научни рад
Од 1881. се укључио у елитни круг научника који објављују архивска документа из Дубровачког архива. Тада је дао свој први архивски добринос под називом Споменици српски објављен у дубровачком књижевном часопису „Словинац”. У њему је објављен текст записа из Дубровачког архива, из 1364, којим жупан Санко потврђује да је од Дубровчана примио 60 перпера на име свог дохотка од могориша. Наредни прилог је објављен следеће године у „Словинцу” и у „Католичкој Далмацији”, под насловом Црквени старословенски језик у Дубровачкој републици, у коме је навео текст две одлуке Малог вијећа од 31. јула 1391. и 5. марта 1392. и једну одлуку Великог вијећа Дубровачке републике од 27. јула 1392. о употреби старословенског језика у католичким црквама и именовању попова глагољаша у Жупи и Гружу.
Мада то није назначено, приредио је знатан део грађе која је објављена у другој књизи Monumenta Ragusina у издању ЈАЗУ, као и све остале књиге из ове едиције, које је потписао управник Јосип Ђелчић од 1885.
Већ као озбиљан архивски радник, године 1885, у угледном часопису ЈАЗУ „Старине” је објавио писма српских калуђера са Свете Горе дубровачкој властели. У прилогу је објавио 13 потврда калуђера манастира Хиландара и Светог Павла, за одштету коју је Дубровачка република плаћала манастирима за православне калуђере који су са Стона и Пељешца морали да се склоне у те манастире, након што су та подручја 1333. предата Дубровачкој републици. У првој деценији 20. века се бавио збирком докумената која се најпре налазила у приватном поседу Дубровчанина Мундија Негринија. Збирка је залагањем градоначелника Франа Гондоле, поклоњена је општинској библиотеци у Дубровнику, а затим поверена Вучетићу са обавезом да је обелодани, што је Вучетић и учинио током 1906. и 1907, у часопису „Срђ”, објављујући из броја у број по један или два прилога. Документе је поделио на исправе српских владара и српске властеле, исправе о везама с угарскијем краљевима и хрватскијем бановима, на групу докумената везаних за Турке и Турску и на опоруке или тестаменте Дубровчана. На почетку сваке групе докумената је писао своје уводне текстове.
По отупштању из гимназије постао је један од главних сарадника листа „Срђ“ и његов главни уредник у периоду 1906—1908.  Почетак излажења часописа, је било условљено Ријечком и Задарском декларацијом, те курсом помирења. После прекида у издавању, од почетка 1906. до последњег броја 1908. уредник је био Вучетић, док је власник и издавач био „Српска дубровачка штампарија др Грацића”, јасно и програмски означен као српски часопис, односно као „књижевно гласило свих Срба на Приморју” и није био агитаторски настројен. Број сарадника је био повећан, штампан је ћирилицом и латиницом, а научни прилози су имали првенство над књижевним. Издавање је 1906. започео обележавањем стогодишњице од уласка Наполеонових војника у Дубровник, а затим је, као петоброј, приредио „Споменицу о паду Дубровачке републике“, за коју је уводник написао Стојан Новаковић.
У „Срђу“ је у периоду 1904-1907 објавио своје радове под збирним насловом „Ситнице из дубровачке прошлости“. Ради се о бројним занимљивостима на које је наилазио током свог архивског рада, које је марљиво бележио и сакупљао и као одлични познавалац дубровачке историјске и културне прошлости, уобличавао у причице, односно ситнице, доводећи их у везу са значајним књижевним делима, судбоносним догађајима или само осликавајући атмосферу живота старог Дубровника. Један од најзначајнијих текстова је обајвљен под насловом „Дубровчани почимљу понављати град иза велике трешње г. 1667“, у коме је описао разорне последице великог земљотреса Посебно се заинтересовао за лик Маројице Кабоге, као најзначајнијег дубровачког посланика у Цариграду, који је био преступник, разуларени убица, али и пожртвовани сужањ, те слављени родољуб и спасилац Дубровачке републике.
После престанка изласка „Срђа”, наставио је да објављује своје „ситнице” из дубровачке прошлости и другим гласилима: у „Дубровнику”, календару „L’Epidauritano”, листу „Народ” (1921), а највише у „Дубровачком листу” (1924-28). У њима је било текстова и о његовим савременицима, најчешће поводом њихове смрти, који су личили на мале  монографске портрете Дубровчана на прелазу из 19. у 20. век, дајући уз то и широки увид у њихове претке.
Као водећи интелектуалац 20. века, имао је прилике да буде својеврсни домаћин познатим личностима, посебно научницима, књижевницима и интелектуалцима, сачинио је својерстан водич кроз Дубровник, под називом „Мали вођ путницима кроз Дубровник и околициу“, који је штампан у Дубровнику 1910. Дубровачким туристима је припремио и уводни текст „Дубровачка ривијера“, за публикацију „Дубровник и околица“ (1912).
После уједињења Југославије, поново је рактивиран и постављен за управника државног архива у Дубровнику (1921—1924). Радећи у Архиву, написао је велики број историјских расправа из дубровачке историје. Сарађивао је са великим бројем часописа, у којима је објављивао грађу и чланке.
Основао је Дубровачко научно друштво „Свети Влахо“. Друштво је званично конституисано 30. новембра 1923. уочи а у част светковине ослобођења и уједињења. Од 1924. друштво је добијало новчану помоћ од градске општине. Седиште друштва је било у Кнежевом двору, који је после Првог светског рата преименован у Краљев двор и проглашен за историјски споменик и краљеву резиденцију, односно у Дубровачком архиву,  на доњем спрату двора, заједно са градском библиотеком и Заводом за заштиту споменика. Главни циљ друштва је био свестрано проучавање Дубровника, његов развој и везе са Далмацијом и другим даљим областима, очување обимне непроучене и необрађене грађе од пропасти и њено предавање на углед и аманет потомству. Осим основног, пратећи циљеви су били оснивање библиотеке за научне кругове као и помоћ постојећем музеју. Чланови друштва су могли бити прави, почасни и дописни, а осим њих постојали су и добротвори, утемељивачи и помагачи, односно личности које су и финансијски помагале рад. Покренуо је и „Гласник“ друштва  (1929). На сарадњу у „Гласник” су позивани најугленији научници и литеарни радници, не само везани за Дубровник.

## Академик
Био је дописни члан Југословенске академије знаности и умјетности у Загребу (1874) и Краљевског архивског већа у Бечу (1913). Заузимањем његовог пријатеља, Дубровчанина, Ернеста Катића, Српска краљевска академија га је 16. фебруара 1929. године изабрала за дописног члана Академије друштвених наука.
Антун Вучетић је умро у Дубровнику, у 86-ој години, 15. маја 1931. године.

## Одабрана дела
- „О дубровачкој поморској сили до сврхе средњега вијека“, у „Programma dell I.R. Gimnasio Superior di Stato in Ragusa“, Дубровник (1871)
- „О дубровачкој поморској сили почетком новога вијека“, у „Извашће о Ц.К. Вишој дубровачкој гимназији“ 1872/73, Дубровник (1873)
- „Дубровник за Кандијског рата 1645-1669“, Дубровник (1896)
- „Укидање Дубровачке републике 31. I 1808.“, у „Споменици о паду Дубровачке републике“, Дубровник (1908)
- „Дубровчани на обрани свог теритрија и слободне пловидбе према Млечанима почетком XVII вијека“, Гласник дубровачког ученог друштва, књ. 1 (1929)

## Породица
У својој 44 години (1889) се оженио Маријом Станиславом Аном Банац, ћерком Боже (1815–1887) и Ане, рођене Колендић (1829–1910). Имали су четворо деце: син Руђерко, рођен у Сплиту  1889, ћерка Даница, рођена у Дубровнику 1893, Даринка, рођена годину дана касније (1894) и син Душан, умро је као једноипогодишњак (1895). Жена Мара је умрла својој 43-ој години, почетком 1901. године, па је Антун остао удовац са троје недорасле деце. Остатак живота  је провео као удовац старајући се о деци и њиховом школовању и одрастању.